# Герб Хабаровська
Герб Хабаровська - офіційний символ міста Хабаровська поряд з прапором.

## Опис і обґрунтування символіки
Геральдичне опис ( блазону ):
|  | У золотому полі лазуровий перекинутий вилоподібний хрест, супроводжуваний в краю червоною рибою. Щит увінчаний муніципальної короною встановленого зразка і знаком (двома схрещеними оголеними срібними мечами з золотими ручками). Щитотримачі - чорний з срібними грудьми і кігтями, червленими очима і мовою ведмідь і золотий в чорних смугах з срібними грудьми і кігтями, і серед червені очима і мовою тигр. |

Вилоподібний хрест - символ розташування міста Хабаровська на місці впадання в Амур річки Уссурі. Риба нагадує про головне заняття жителів міста - рибальстві..
Білогрудий ведмідь і амурський тигр є ендеміками Приамурської землі. «Озброєння» - очі і язики, відмінні за кольором від тіла тварини, з точки зору геральдики кажуть про те, що ведмідь і тигр виступають в ролі захисників міста. У підніжжі герба - квітка і стрічка ордена Жовтневої Революції, яким було нагороджене місто в 1971 році  .
Герб міста Хабаровська поміщається на гербовій печатці міста і на офіційних бланках адміністрації міста, міської Думи, а також на будівлях адміністрації міста, в кабінеті глави муніципальної освіти, в залі засідань міської Думи. Інші випадки офіційного відтворення і використання зображення герба міста встановлюються главою муніципального освіти.

## Чинний герб
Новий герб прийнятий в 2014 році після присвоєння Хабаровська звання Міста військової слави. На щиті зображено герб 1912 року, а ведмідь і тигр стали щитодержцями. Щит увінчано золотою баштовою короною з п'ятьма зубцями з лавровим вінком, з двома перехрещеними мечами за нею, як символ Міста військової слави. У підніжжі - квітка і стрічка ордена Жовтневої Революції .
Однак офіційні відомості про затвердження нового герба відсутні. На сайті міської адміністрації станом на кінець 2016 року як і раніше зображується герб 1991 року, як і на стелі «Місто військової слави», відкритої в серпні 2015 року. Про новий герб не знають не тільки жителі, але і в адміністрації міста і Хабаровського краю , коли з'ясувалося, що потрібно змінити і крайовий герб, тому що його складником є герб міста Хабаровська. Навесні 2017 року новий герб з'явився на міському сайті.
21 березня 2017 року Хабаровською міською Думою було прийнято Рішення №516 «Про внесення змін і доповнень до Статуту міського округу« Місто Хабаровськ », на підставі якого встановилася опис нового герба.  Геральдичний опис герба:

## Перший герб
Перший герб міста Хабаровська, Приморської області Російської імперії затвердили 1 лютого 1912 року Урядовим сенатом.
Опис: «У золотому щиті геральдичний вилоподібний Лазурний хрест, супроводжуваний внизу червоною рибою. У вільній частині щита - герб Приморської області . Щит увінчаний срібною  трьох зубчатою башенною кроною і оточений двома золотими колосками, з'єднаними Олександрівською стрічкою ».
Вилоподібний хрест - символ розташування міста на місці впадання в Амур річки Уссурі, а риба нагадує про головне занятті жителів міста - рибальстві. У так званій вільній частині зображений герб Приморської області, до якої належало місто.

## Другий герб
Новий герб затверджений 13 серпня 1991 Президією Хабаровського міської ради народних депутатів. Опис герба: «Герб міста Хабаровська являє собою зображення щита, розділеного вертикально на три рівні частини, пофарбовані в кольори прапора Росії. Особливістю цього герба стало те, що він зберіг історичну спадкоємність двох попередніх: білогрудий ведмідь і уссурійський тигр, з червленими очима і язиками, висунутими з пащі, що стоять на задніх лапах, підтримують колишній герб Хабаровська, в лівому верхньому кутку якого поміщений герб Приморської області з двома вулканами, розділеними лазуревим стовпом. У нижній частині щита дата утворення міста - 1858 ».
Герб був складений з декількома порушеннями правил геральдики, а тому не може бути внесений до Державного геральдичного регістру Російської Федерації. Серед головних порушень: накладення фініфті на фініфть (чорний ведмідь в червленому поле), використання цифр (що неприпустимо в гербовому щиті)  .

## Герб Хабаровська на грошах
C 2006 року герб Хабаровська є одним з елементів оформлення аверсу купюри в 5000 російських рублів .
24 листопада 2015 року Банк Росії випустив монету 10 рублів серії « Міста військової слави », присвячену Хабаровську. На монеті дано рельєфне зображення нового герба міста Хабаровська.